# برنارد فرنسيس
برنارد فرنسيس (بالإنجليزية: Bernard Holman)‏ هو رسام نيوزيلندي، ولد في 1941، وتوفي في 11 سبتمبر 1988.